# Linyphantes microps
Linyphantes microps is een spinnensoort in de taxonomische indeling van de hangmatspinnen (Linyphiidae).
Het dier behoort tot het geslacht Linyphantes. De wetenschappelijke naam van de soort werd voor het eerst geldig gepubliceerd in 1942 door Ralph Vary Chamberlin  & Wilton Ivie.